# Krydskoblingsreaktion
I organisk kemi er en kyrdskoblingsreaktion er reaktion, hvor to forskellige molekyler bliver sat sammen. Krydskoblinger er en undergruppe af koblingsreaktioner. Ofte kræver en krydskoblingsreaktion en metalkatalysator. En vigtig reaktion af denne type er:
R-M + R'-X  ->  R-R'  +  MX  (R, R' = organisk fragment, normalt aryl; M = hovedgruppeelement som Li eller MgX; X = halid)
Disse reaktioner bliver brugt til at danne carbon-carbon-bindinger, men også til carbon-heteroatom-bindinger.
Richard F. Heck, Ei-ichi Negishi og Akira Suzuki modtog nobelprisen i kemi i 2010 for udviklingen af palladiumkatalyserede koblignsreaktioner.